# 동탄중학교
동탄중학교(東灘中學校)는 대한민국 경기도 화성시 청계동에 있는 공립 중학교이다.

## 학교 연혁
- 1985년 12월 18일 : 동탄 중학교 설립인가
- 1986년 3월 1일 : 제1대 목춘수 교장 취임
- 1986년 3월 2일 : 제1회 신입생 입학(9학급 개교)
- 1989년 2월 16일 : 제1회 졸업식(176명)
- 2010년 2월 11일 : 제22회 졸업식(66명)
- 2010년 3월 1일 : 동탄중학교 임시휴교
- 2015년 3월 1일 : 동탄중학교 재개교
- 2015년 4월 24일 : 혁신공감학교 지정
- 2015년 6월 1일 : 2015화성창의지성교육 기본운영학교 지정
- 2017년 3월 1일 : 초·중·고 연계 교육과정 혁신학교 운영
- 2017년 2월 9일 : 제24회 졸업식(286명, 연인원 2,590명)
- 2022년 3월 1일 : 제16대 남현석 교장 취임
- 2024년 1월 5일 : 제31회 졸업식(10학급 351명)
- 2024년 3월 4일 : 제34회 입학식(10학급 342명)

## 참고 자료
- 동탄중학교 - 한국교육학술정보원 학교알리미